# Rhopalotettix hainanensis
Rhopalotettix hainanensis är en insektsart som beskrevs av Tinkham 1939. Rhopalotettix hainanensis ingår i släktet Rhopalotettix och familjen torngräshoppor. Inga underarter finns listade i Catalogue of Life.